# Uganda na Letnich Igrzyskach Paraolimpijskich 2000
Ugandę na Letnich Igrzyskach Olimpijskich w 2000 roku reprezentowała 1 zawodniczka. Nie zdobyła ona medalu dla swego kraju w Sydney.

## Wyniki

### Pływanie
| Zawodniczka    | Konkurencja                 | Eliminacje | Eliminacje | Finał                   | Finał                   |
| Zawodniczka    | Konkurencja                 | Czas       | Wynik      | Czas                    | Wynik                   |
| -------------- | --------------------------- | ---------- | ---------- | ----------------------- | ----------------------- |
| Prossy Tussabe | 100 m stylem dowolnym (S10) | 2.12.45    | 10.        | Nie zakwalifikowała się | Nie zakwalifikowała się |